# 加尔齐尼亚诺-泰尔梅
加尔齐尼亚诺-泰尔梅（義大利語：Galzignano Terme），是意大利威尼托大区帕多瓦省的一个市镇。总面积18.15平方公里，人口4435人，人口密度244.4人/平方公里（2009年）。国家统计（ISTAT）代码为028040。